# Circus Conelli

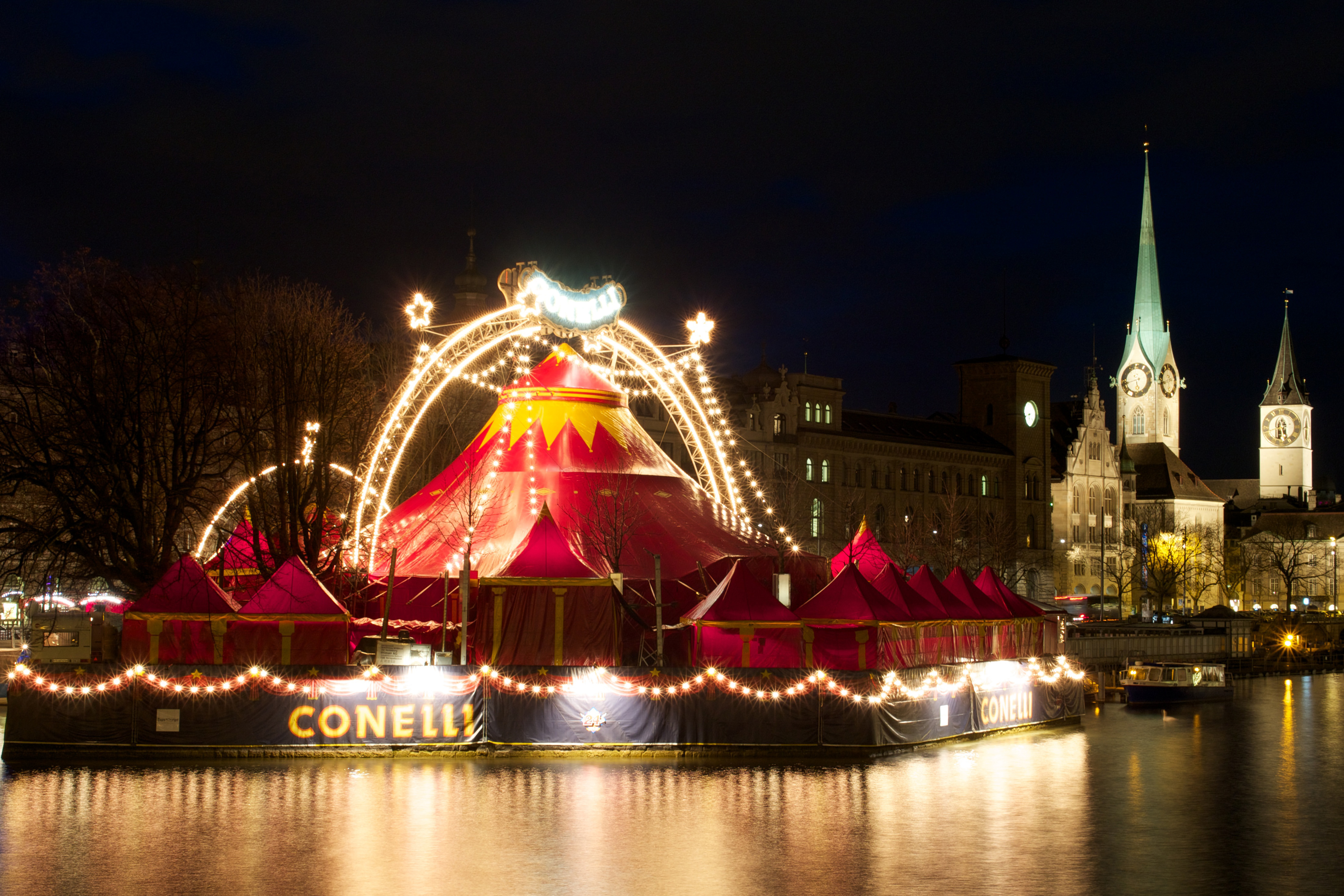
Circus Conelli auf dem Bauschänzli, 2013

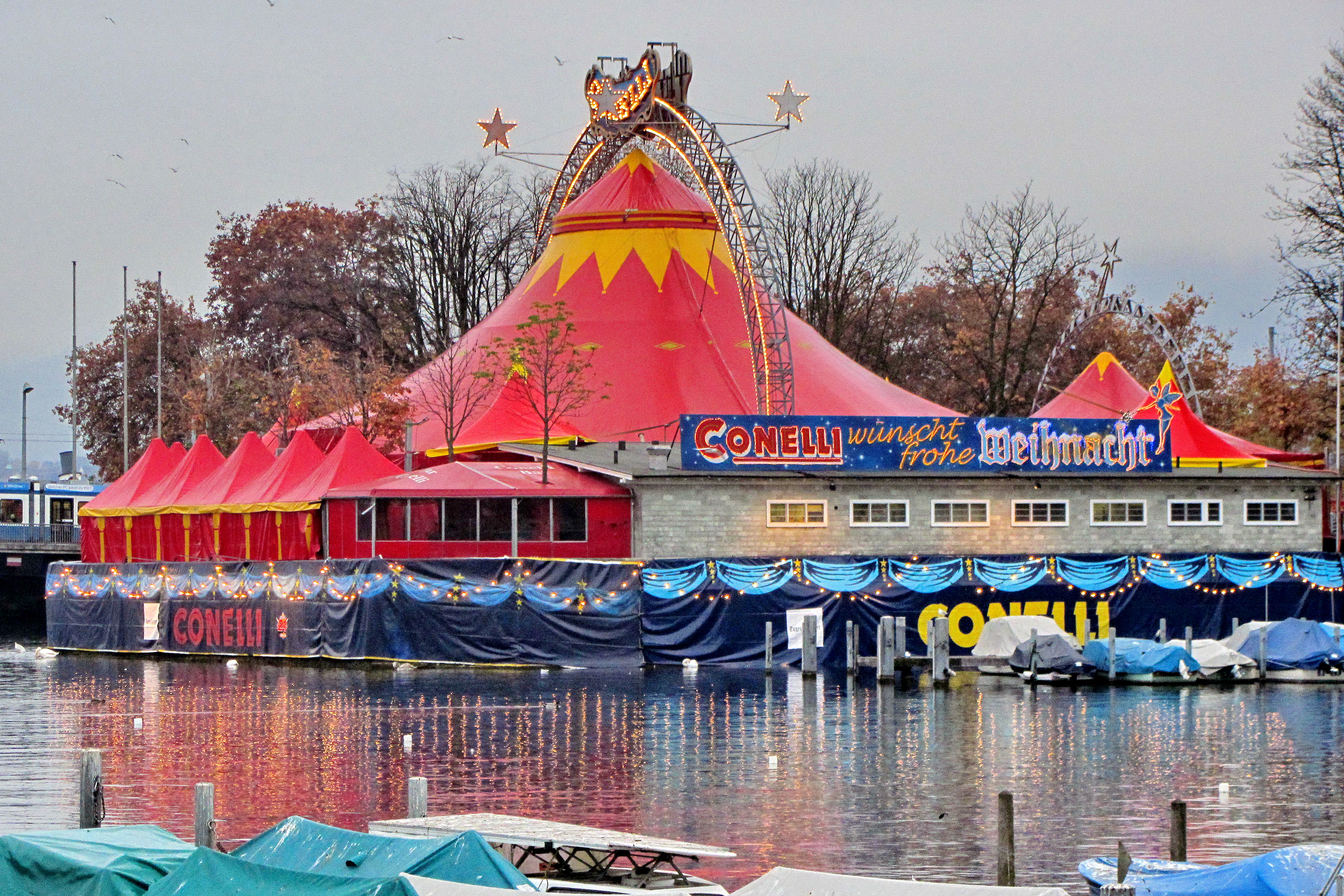
Circus Conelli, 2011

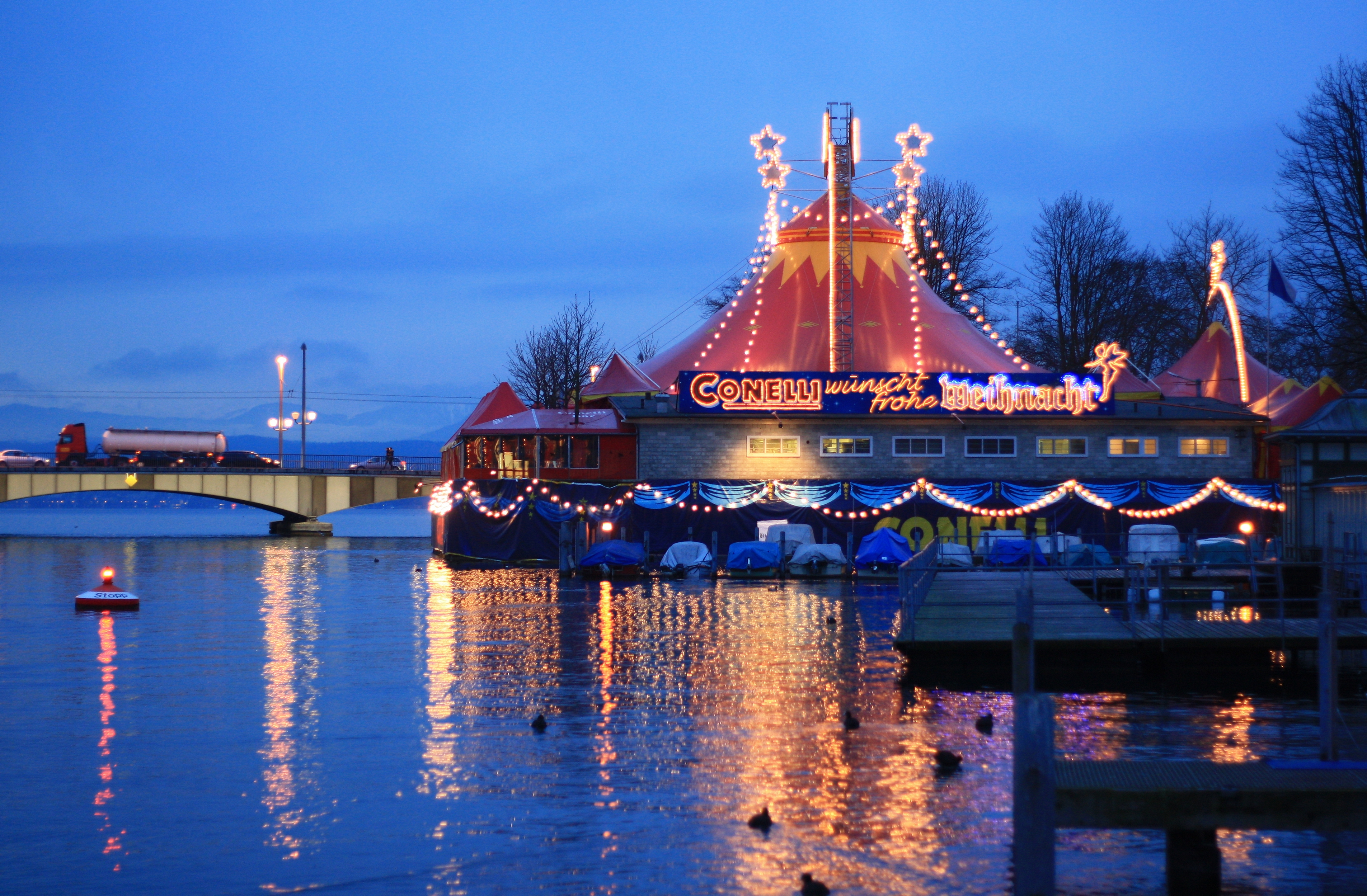
Circus Conelli

Der Circus Conelli ist der erste Weihnachtszirkus der Schweiz.

## Geschichte
Der von Conny Gasser, Joe Bürli und Herbi Lips gegründete Zirkus hatte 1982 sein erstes Gastspiel auf der Zürcher Sechseläutenwiese. 1989 gastierte der Weihnachtszirkus in der Kaserne in Zürich. Seit 1992 spielt der Zirkus auf dem Bauschänzli beim Stadthausquai.
2004 erhielt der Zirkus einen «Ehren Prix Walo», die höchste Auszeichnung im Schweizer Unterhaltungsgeschäft.
2007 feierte der Circus Conelli sein 25-jähriges Bestehen mit dem Jubiläumsprogramm Jubilée und erhielt vom damaligen Stadtpräsidenten Elmar Ledergerber den Ehrenpreis Züri-Leu in Gold der Stadt Zürich.
Conelli legt den Schwerpunkt auf akrobatische Darbietungen internationaler Künstler. Auf Tier-Auftritte wird vollständig verzichtet.
Kurz vor Weihnachten 2007 starb Conny Gasser an einem Herzversagen und seine Frau Gerda Gasser im Frühling 2008. Sohn Roby Gasser (bekannt als Roby Gasser und seinem Seelöwen Adolph) und seine Frau Cindy Gasser, Tänzerin im Lido in Las Vegas, übernahmen 2007 die Regie, die Produktion und die Choreographie.
Kurz vor dem Ausscheiden von Herbi Lips im Jahr 2010 erwarben Roby und Cindy Gasser alle Anteile vom Circus Conelli.